# Chrysolina rufa
Chrysolina rufa es un coleóptero de la familia Chrysomelidae.
Fue descrita científicamente en 1825 por Duftschmid.